# Peter Fulda

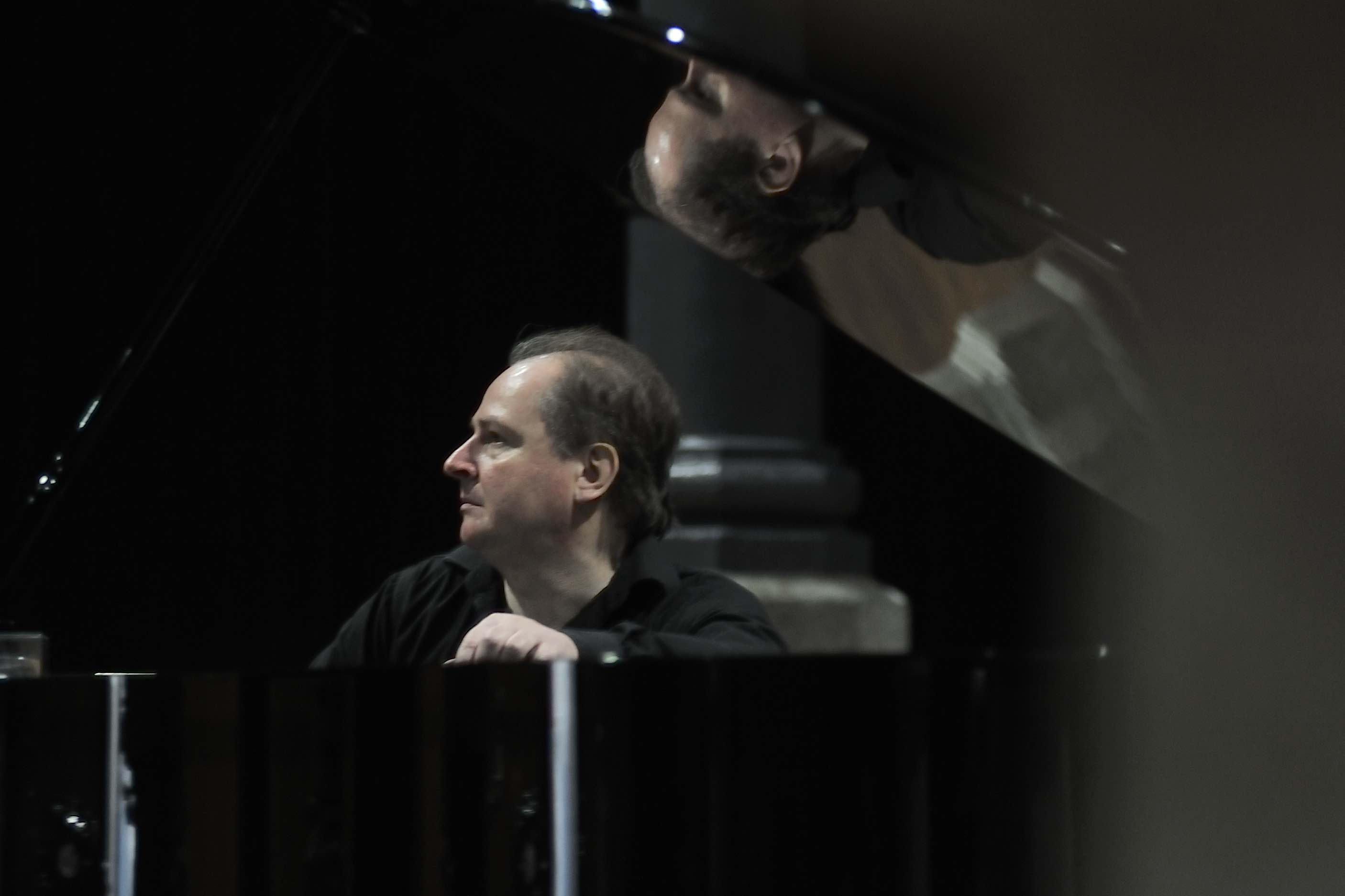
Peter Fulda (Foto Michael Eckstein)

Peter Fulda (* 1968 in Schwabach) ist ein deutscher Komponist, Jazz-Pianist und  Arrangeur.

## Leben und Wirken
Nach dem Besuch des Wolfram-von-Eschenbach-Gymnasiums in Schwabach studierte Fulda von 1988 bis 1992 Jazz-Piano am Herrmann-Zilcher-Konservatorium Würzburg (bei Chris Beier), um dann bis 1996 ein Kompositionsstudium an der Kölner Musikhochschule zu absolvieren. 2000–2008 studierte er Tabla bei Sajal Karmakar. Hinzu kommen Privatunterricht und Workshops bei Joanne Brackeen, David Liebman, Bob Brookmeyer, Maria Schneider, Hal Galper, Bill Dobbins und John Taylor.
Fuldas oft großformal angelegten Werke wurden für Bühne, Rundfunk, Fernsehen und CD produziert - u. a. in Zusammenarbeit mit Musikern wie Charlie Mariano, Michael Wollny, Nils Wogram, Pegelia Gold, Céline Rudolph, Dirk Mündelein, Christopher Dell, Robert Landfermann, Sajal Karmakar, Henning Sieverts oder Bill Elgart.
Sein Œuvre umfasst neben zahlreichen Werken für Jazzensembles, Bigbands und Orchestern eine Oper, ein Oratorium, mehrere Songbooks und Klavierzyklen.
Er veröffentlichte bislang 15 CDs unter eigenem Namen, bei mehr als 50 CDs war er als Komponist, Sideman, Arrangeur oder Produzent beteiligt.
Peter Fulda ist Gründer und Vorsitzender des Vereins „Metropolmusik“, der seit 2010 kreative Musiker über alle Stilgrenzen hinweg fördert und bislang an die 500 Konzerte veranstaltet hat. Die Arbeit des Vereins wurde 2013 mit einem Kulturpreis der Stadt Nürnberg ausgezeichnet.
Außerdem betreibt er seit 2011 das Independent-Label Label 11. Er veranstaltet das Jazz-Kompositions-Festival My Very Sound und seit 2001 lehrt er Komposition, Arrangement und Jazztheorie an der Hochschule für Musik und Darstellende Kunst Frankfurt am Main.

## Preise und Auszeichnungen
Fulda wurde mit zahlreichen Stipendien und Preisen ausgezeichnet, so dem Wolfram-von-Eschenbach-Kulturförderpreis 2000, einem einjährigen Composer-in-Residence-Stipendium in Montréal 2003/04, dem Kulturpreis der Stadt Nürnberg 2017 und dem Hessischen Hochschulpreis für Exzellenz in der Lehre 2021.

## Diskografie (Auswahl)
- icons (Label11 2025, mit Peter Christof, Florian Fischer)
- Orpheus Has Just Left The Building (Label 11 2020, mit Johannes Reichert, Pegelia Gold, Alex Bayer, Christine Riessner, Ulrike Koch)
- luminescent (Label 11 2020, mit Elisabeth Coudoux, Bill Elgart)
- i am with you (Label 11 2019, mit Pegelia Gold, Florian Trübsbach, Dirk Mündelein, Robert Landfermann, Alex Bayer, Daniel Prätzlich, Bill Elgart)
- Shrink (Label 11 2019, mit Nils Wogram, Henning Sieverts, Bill Elgart)
- Blackflash (Label 11 2011, solo)
- Moaning Songs - Sunday Night Orchestra plays Music by Peter Fulda (Metropolmusik 2011)
- 8rituals (Konnex Records 2008; mit Roland Neffe, Dirk Mündelein, Henning Sieverts, Bill Elgart)
- The Nightmind (Jazz 'n' Arts 2002, mit Henning Sieverts, Bill Elgart)
- Little Box of Sea-Wonders (Jazz 'n' Arts 2003, mit Henning Sieverts, Bill Elgart)
- Silent Dances (Jazz4Ever Records 1998, mit Céline Rudolph, Thomas Gier, Andreas Gandela)
- Fin de Siècle (Jazz4Ever Records 1995, solo)
- Tarot Suite (1994, mit Henning Sieverts, Andreas Gandela)